# Cầu Praterwehr
Praterwehrbrücke nối bờ Tây sông Isar với đảo Prater. Dưới cầu là một đập nước giữ lại nước sông Isar. Khoảng cách độ cao, một phần do đập nước này gây ra, được dùng bởi đập nước Prater. Cầu Praterwehr là cầu duy nhất, mà có thể chạy xe tới đảo Prater. Trên một cột cầu có tượng của Johannes Nepomuk, thánh bảo vệ cho những người dùng phà.

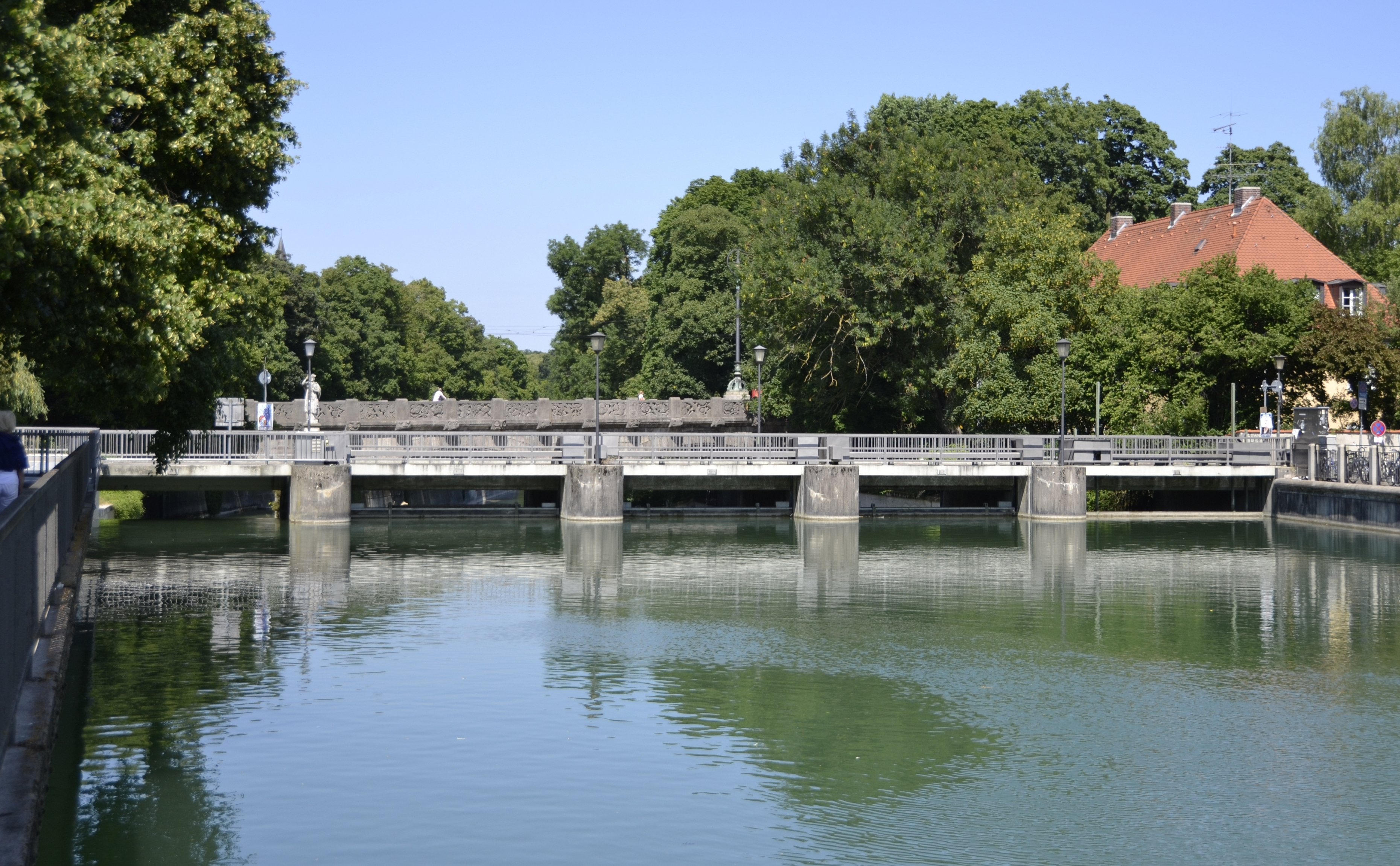
phía Nam
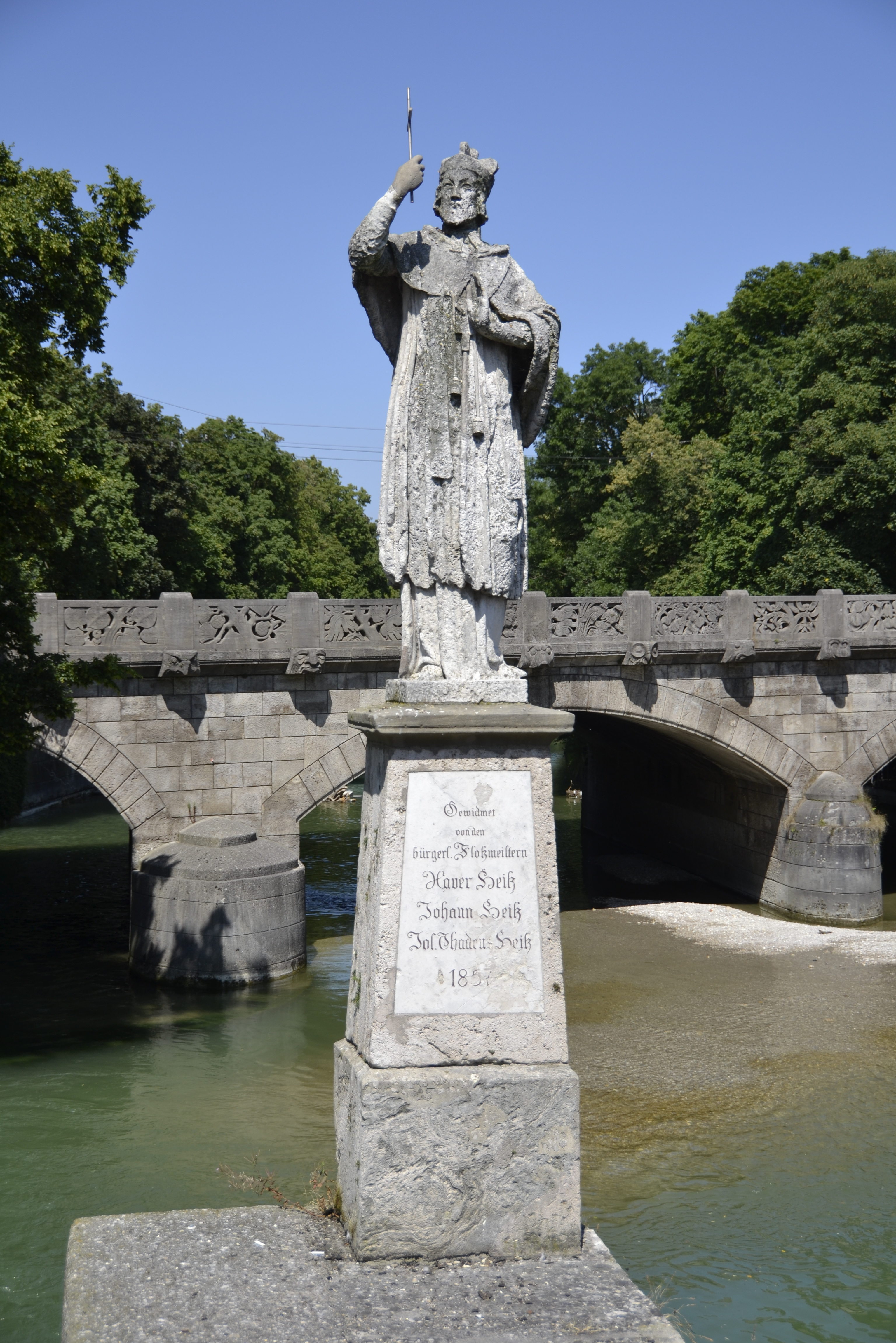
Tượng Nepomuk